# 8549 Alcide
A 8549 Alcide (ideiglenes jelöléssel 1994 FS) a Naprendszer kisbolygóövében található aszteroida. Farra d'Isonzo fedezte fel 1994. március 30-án.